# Francesco Zuccarelli
Francesco Zuccarelli (Pitigliano, Toscana, 15 d'agost de 1702 - Venècia, 30 de desembre de 1788) va ser un pintor rococó italià.
Format en Roma a les ordres de Paolo Onesi, Giorgio Morandi i Pietro Nelli. En Roma, i més endavant en Venècia, es va fer famós com un dels millors pintors paisatgistes del classicisme del segle xviii. Després d'haver visitat Anglaterra en una ocasió anterior, va anar de nou convidat a tornar en 1752, romanent fins a 1773, quan es va establir en Florència, on va morir en 1788.
Zuccarelli, que era un dels membres que van fundar en el Regne Unit la Royal Academy, va gaudir del patrocini de la Corona Britànica i de molts rics col·leccionistes anglesos, per a qui va realitzar els seus més importants treballs que representen paisatges i ruïnes clàssiques amb figures menudes en estil vedutista. També va treballar en Bèrgam, al nord d'Itàlia, i en París.
Un bon nombre d'ells es troben en el Castell de Windsor. Altres peces importants es troben en el Palau Real de Venècia, en Viena, en el National Gallery de Londres, en el National Gallery de Washington, el Museu de l'Hermitage de Sant Petersburg i en el Museu del Louvre en París. El seu treball era molt desigual, però en les seues millors obres rivalitzà amb els més representatius pintors paisatgistes del seu temps. Les seues pintures duen sovint una marca que representa una carabassa, una representació il·lustrada del seu nom, que significa xicoteta carabassa.